# San Juan Teita
San Juan Teita es una localidad del estado mexicano de Oaxaca. Es cabecera del municipio de San Juan Teita.

## Demografía
| Censo | Población |
| ----- | --------- |
| 1900  | 605       |
| 1910  | 569       |
| 1921  | 437       |
| 1930  | 459       |
| 1940  | 573       |
| 1950  | 599       |
| 1960  | 547       |
| 1970  | 714       |
| 1980  | 741       |
| 1990  | 722       |
| 1995  | 451       |
| 2000  | 551       |
| 2005  | 507       |
| 2010  | 595       |
| 2020  | 541       |